# Acid Test
Pour les articles homonymes, voir Test à l'acide.
Pour les tests pour les navigateurs Web, voir Acid1, Acid2, Acid3 et Acid4
Acid Test (titre original : The Electric Kool-Aid Acid Test) est un roman de journalisme littéraire écrit par Tom Wolfe en 1968, au début de sa carrière.
Il est traduit en français par Daniel Mauroc et est publié en 1975 chez Seuil.

## Résumé
Employant les techniques du réalisme hystérique et préfigurant le Nouveau Journalisme, il raconte l'histoire de Ken Kesey et de son groupe, les Merry Pranksters, alors qu'ils parcouraient les États-Unis dans un autobus scolaire couvert de peinture fluorescente, appelé « Further », parvenant à la révélation personnelle et collective à travers la consommation de LSD et d'autres drogues psychédéliques. Le roman relate leur parcours à travers le pays, ainsi que les fêtes « Acid Tests », les premiers spectacles des Grateful Dead, et l'exil de Kesey au Mexique. Wolfe s'attache prioritairement au rendu des plongées intellectuelles et mystiques des Pranksters, plutôt qu'au récit. 
Une part importante est réservée aux conséquences du LSD sur l'esprit des protagonistes. La « synchronisation », tout d'abord, sorte de télépathie qui se lie entre ceux qui sont « dans le bus ».  Les Pranksters remarquent que leur trips sont souvent liés. Cette croyance évolue en un déterminisme particulier : toute chose arrive de manière à être synchronisée avec le reste. La « religion » qui se construit progressivement ensuite, liée à la synchronisation. Elle ne résulte pas d'une volonté explicite de Ken Kesey, elle est créée à partir de ses remarques et de la similarité qu'il découvre entre leur « voyage » et les caractéristiques des autres religions. La phrase « tu es avec le bus ou tu es hors du bus » devient au fur et à mesure une sorte de marque d'appartenance. La synchronisation aussi, qui évolue en un ordonnancement du monde, que seul le LSD serait à même de faire découvrir. C'est là qu'interviennent les portes de la perception de Aldous Huxley. Le LSD permettrait d'appréhender la nature même des choses, leur agencement. Enfin, l'obsession du Contrôle de Kesey le rapproche d'un prophète, comme lors du séminaire des Unitariens.  
Acid Test est un roman « vécu, mouvementé, étonnamment lyrique... ». C'est ce qu'on peut lire sur sa page de garde. Tom Wolfe raconte une page d'histoire des sixties. Ce sont Ken Kesey, Jack Kerouac, Allen Ginsberg, Neal Cassady et autres Beatniks. Le personnage principal est un vieux bus... Citation de l'auteur : « se rendre si voyant,..., que personne n'osera y croire ».

## Personnes et groupes mentionnés dansAcid Test
- Richard Alpert
- The Beatles
- William S. Burroughs
- Neal Cassady
- Bob Dylan
- Jefferson Airplane
- Jerry Garcia
- Allen Ginsberg
- The Grateful Dead
- Hells Angels
- Aldous Huxley
- Jack Kerouac
- Ken Kesey
- Timothy Leary
- Larry McMurtry
- Owsley Stanley
- Hunter S. Thompson
- Hermann Hesse

## Adaptation au cinéma
Un projet d'adaptation au cinéma par Gus Van Sant est en cours depuis de nombreuses années,.

## Éditions
- (en) The electric kool-aid acid test. ; Tom Wolfe ; New York, Farrar, Straus and Giroux 1968. (OCLC 168063)
- Acid Test ; Tom Wolfe, traduit par Daniel Mauroc, éditions du Seuil, 1975 (OCLC 43367392)